# Напольное кладбище
Напо́льное кладбище (также Всехсвятское или Старое) — один из городских некрополей Мурома, расположенный в квартале между улицами Войкова, Сурикова, Ковровской и Чернышевского. С 1969 года кладбище закрыто для новых захоронений.

## История

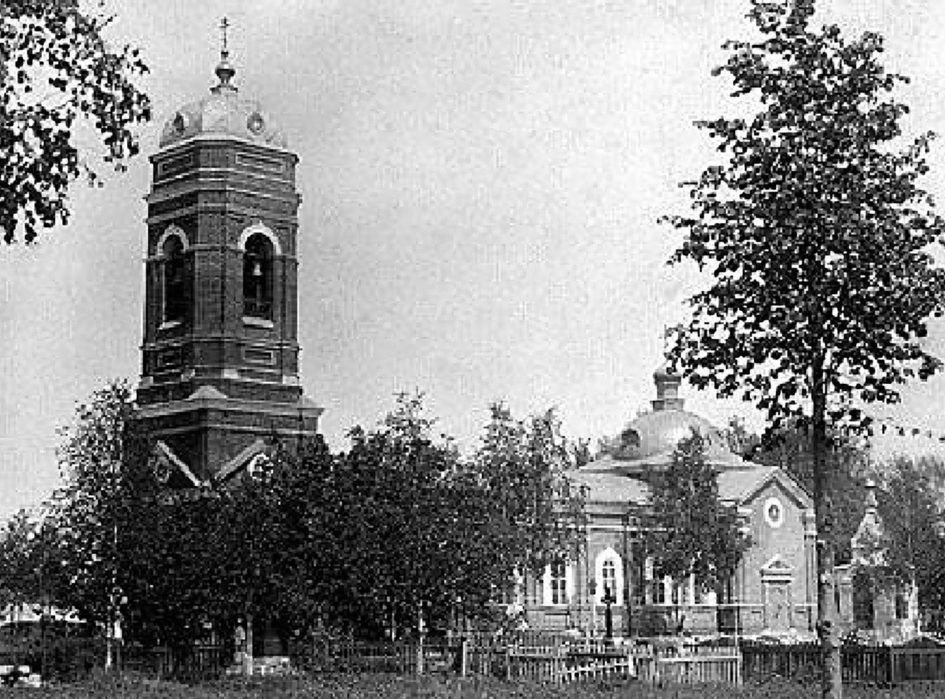
Кладбищенская церковь в честь князей Константина, Михаила и Феодора (Всехсвятская)

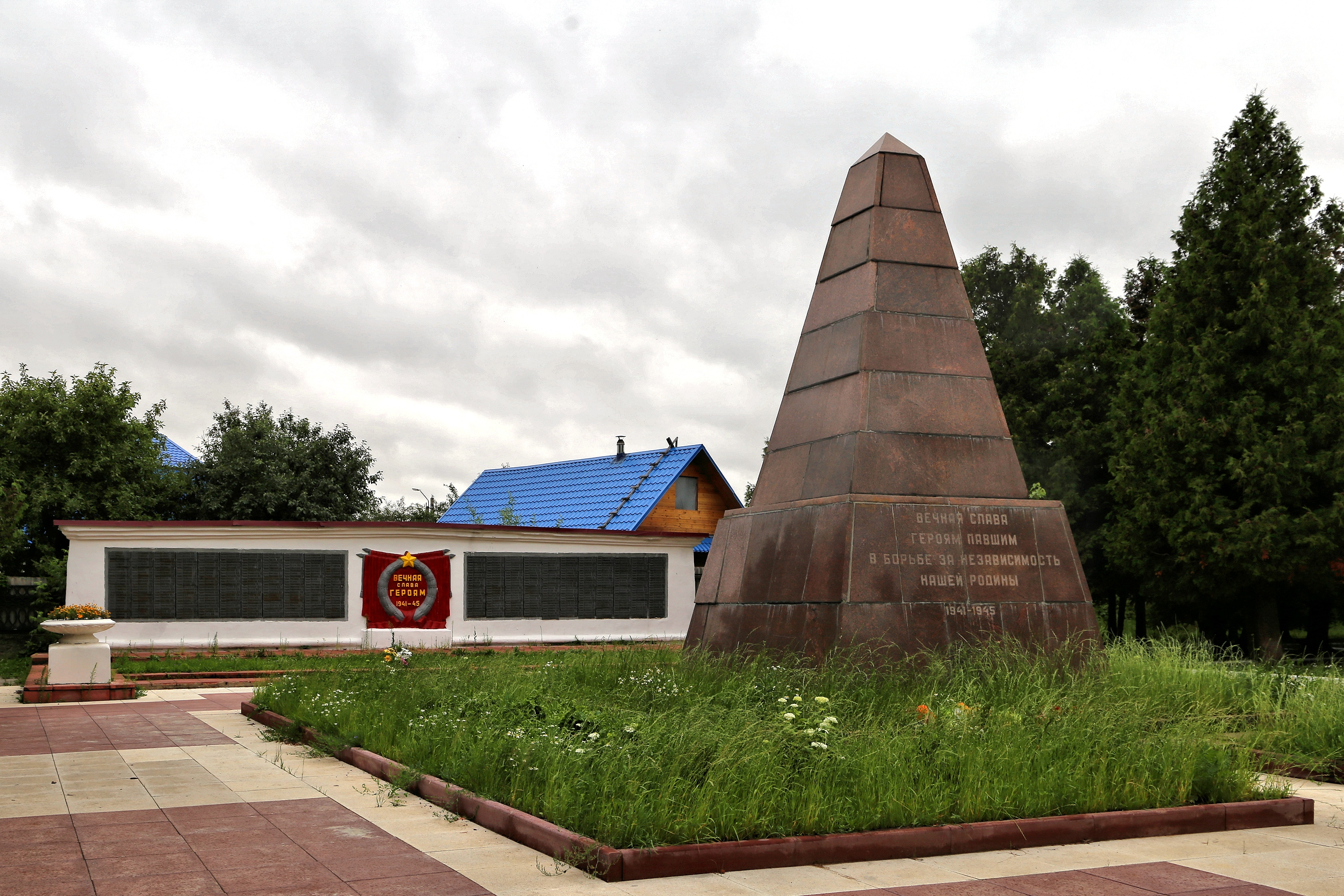
Воинский мемориал

Кладбище основано в 1771 году за городской чертой («на по́ле») в связи с чем и получило своё название Напольное.
В 1853 году на средства купцов Жадиных (купца 1-й гильдии Константина Даниловича Жадина (1812—1880), Федора Васильевича Жадина и др.) на кладбище было начато возведение одноглавой, одноапсидной церкви с колокольней и трапезной. В 1860 году главный престол церкви был освящён в честь Муромских чудотворцев князя Константина и чад его Михаила и Феодора, а в трапезной — приделы в честь Даниила Столпника и Всех Святых. Церковь не имела своего причта и была приписана к Благовещенскому монастырю.
В начале 1870-х за алтарём церкви, на могиле А. В. Ермакова его вдовой была возведена кирпичная четырёхугольная часовня с высоким шатровым завершением (разрушена после 1944 года).
С 1929 года, когда другие городские кладбища (Пятницкое, Воскресенское и Спасское) были закрыты, Напольное кладбище оставалось единственным некрополем для погребения горожан.
В 1935 году кладбищенская церковь была закрыта, а в 1937 году — разрушена.
С 1969 года кладбище было закрыто для погребений из-за переполненности. Вместе с тем для новых захоронений было открыто Вербовское кладбище в посёлке Вербовский (ныне район города).
С 1957 по 1985 год в западной части кладбища был возведён мемориальный комплекс в память воинов, умерших в госпиталях Мурома в годы Великой Отечественной войны. По официальным данным на этом месте были погребены 554 бойца. Архитектор мемориала — Н. А. Беспалов, художник Р. Кутаев, инженер — В. Румянцева.